# Potez 4D
Potez 4D byl francouzský čtyřválcový invertní řadový letecký motor. Byl zkonstruován krátce před vypuknutím druhé světové války, ale jeho sériová výroba započala až v roce 1949. Stejně jako další motory řady „D“ měly jeho válce vrtání 125 mm a zdvih 120 mm. Existoval v různých variantách o výkonech od 100 kW do 190 kW (140-260 hp).

## Varianty
4D-00
127 kW (170 hp)
4D-01
119 kW (160 hp)
4D-30
179 kW (240 hp)
4D-31
164 kW (220 hp)
4D-33
119 kW (160 hp)
4D-34
194 kW (260 hp)
4D-36
194 kW (260 hp) - verze 4D-34 se systémem mazání upraveným pro akrobacii

## Použití
- Morane-Saulnier MS.570
- Morane-Saulnier MS-700 Pétrel
- Max Holste MH.52
- Nord 1202 Norécrin
- Nord 3202
- Nord 3400
- SIPA S.70
- S.N.C.A.C. NC-840 Chardonneret

## Specifikace (Potez 4-D 01)
Údaje podle

### Hlavní technické údaje
- Typ: invertní čtyřválcový řadový zážehový motor chlazený vzduchem
- Vrtání: 125 mm
- Zdvih: 120 mm
- Zdvihový objem: 5,85 l
- Celková délka: 1 270,5 mm
- Šířka: 510 mm
- Výška: 668,5 mm
- Suchá hmotnost: 143 kg

### Součásti
- Ventilový rozvod: dva ventily na válec, výfukové ventily chlazené sodíkem
- Palivový systém: jeden karburátor Zenith
- Palivo: min. 80 oktanový letecký benzín
- Mazání: systém suché klikové skříně, s jedním tlakovým a dvěma odsávacími čerpadly
- Chlazení: vzduchové

### Výkony
- Měrný výkon: 119 kW (160 hp) při 2 520 otáčkách za minutu (režim startu), 97 kW (130 hp) při 2 360 otáčkách (maximální cestovní režim)
- Kompresní poměr: 7:1
- Měrná spotřeba paliva: 245 g/hp/hod (startovní)
- Poměr výkon/hmotnost: 0,83 kW/kg (startovní)